# ادواردو آنتون
ادواردو آنتون (ایتالیایی: Edoardo Anton؛ ۷ ژانویه ۱۹۱۰–۱۱ مه ۱۹۸۶) کارگردان فیلم و فیلم‌نامه‌نویس اهل ایتالیا بود.
از فیلم‌ها یا مجموعه‌های تلویزیونی که وی در آن‌ها نقش داشته‌است، می‌توان به نشان ونوس، عاشقان پیشین، شاهزاده سیندرلا و شوهران در شهر اشاره نمود.